# Dunton Green
Dunton Green es una parroquia civil y un pueblo del distrito de Sevenoaks, en el condado de Kent (Inglaterra).

## Geografía
Según la Oficina Nacional de Estadística británica, Dunton Green tiene una superficie de 3,9 km².

## Demografía
Según el censo de 2001, Dunton Green tenía 2007 habitantes (47,93% varones, 52,07% mujeres) y una densidad de población de 514,62 hab/km². El 22,62% eran menores de 16 años, el 69,26% tenían entre 16 y 74 y el 8,12% eran mayores de 74. La media de edad era de 37,36 años. Del total de habitantes con 16 o más años, el 26,08% estaban solteros, el 56,02% casados y el 17,9% divorciados o viudos.
El 94,12% de los habitantes eran originarios del Reino Unido. El resto de países europeos englobaban al 2,09% de la población, mientras que el 3,79% había nacido en cualquier otro lugar. Según su grupo étnico, el 97,16% eran blancos, el 1,1% mestizos, el 1,1% asiáticos, el 0,2% negros, el 0,25% chinos y el 0,2% de cualquier otro. El cristianismo era profesado por el 73,74%, el budismo por el 0,3%, el hinduismo por el 0,55%, el judaísmo por el 0,4%, el islam por el 0,85%, el sijismo por el 0,15% y cualquier otra religión por el 0,2%. El 17,24% no eran religiosos y el 6,58% no marcaron ninguna opción en el censo.
975 habitantes eran económicamente activos, 952 de ellos (97,64%) empleados y 23 (2,36%) desempleados. Había 844 hogares con residentes, 27 vacíos y 3 eran alojamientos vacacionales o segundas residencias.